# Cephalophyllum
Cephalophyllum là chi thực vật có hoa trong họ Aizoaceae.

## Hình ảnh

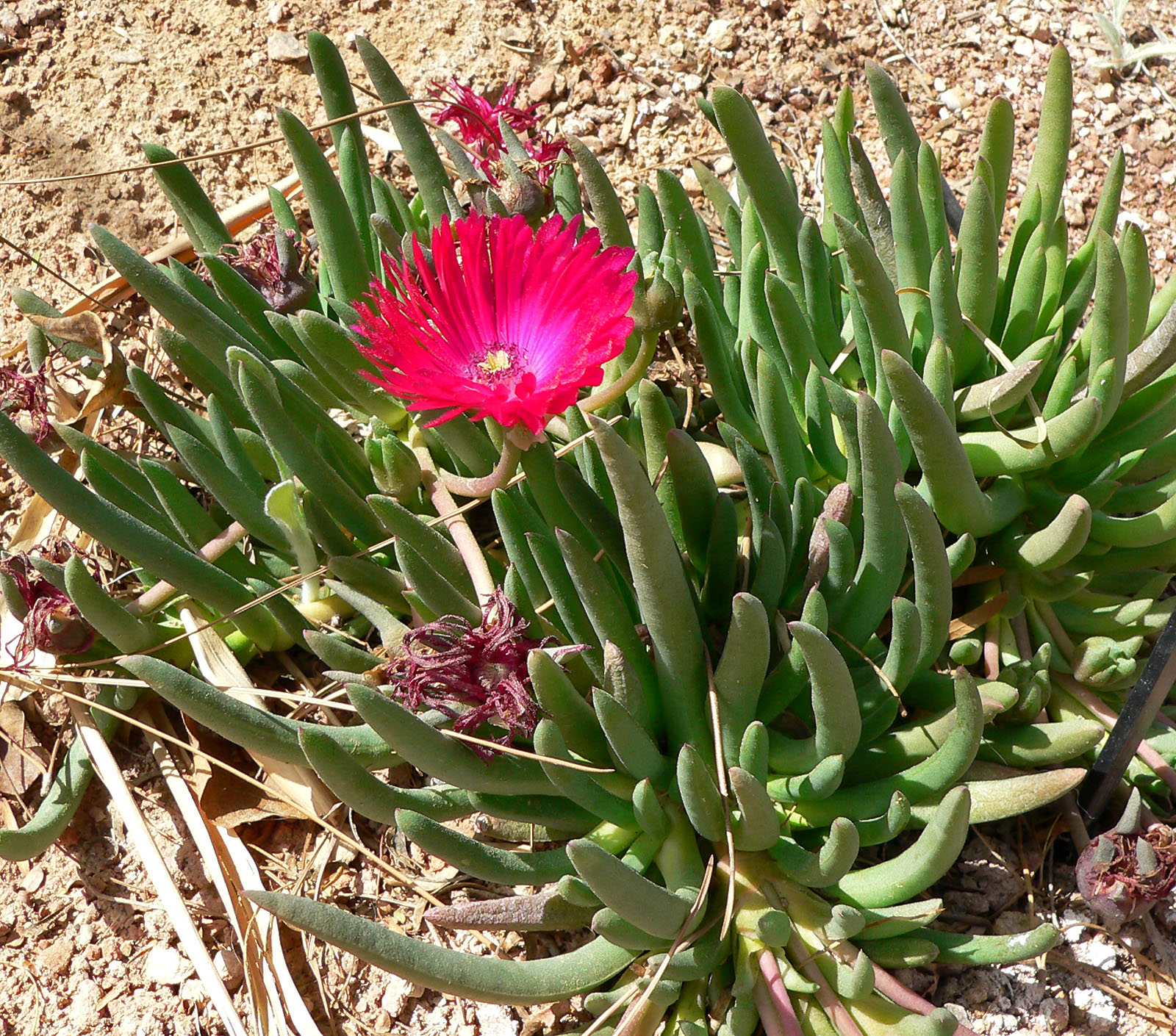
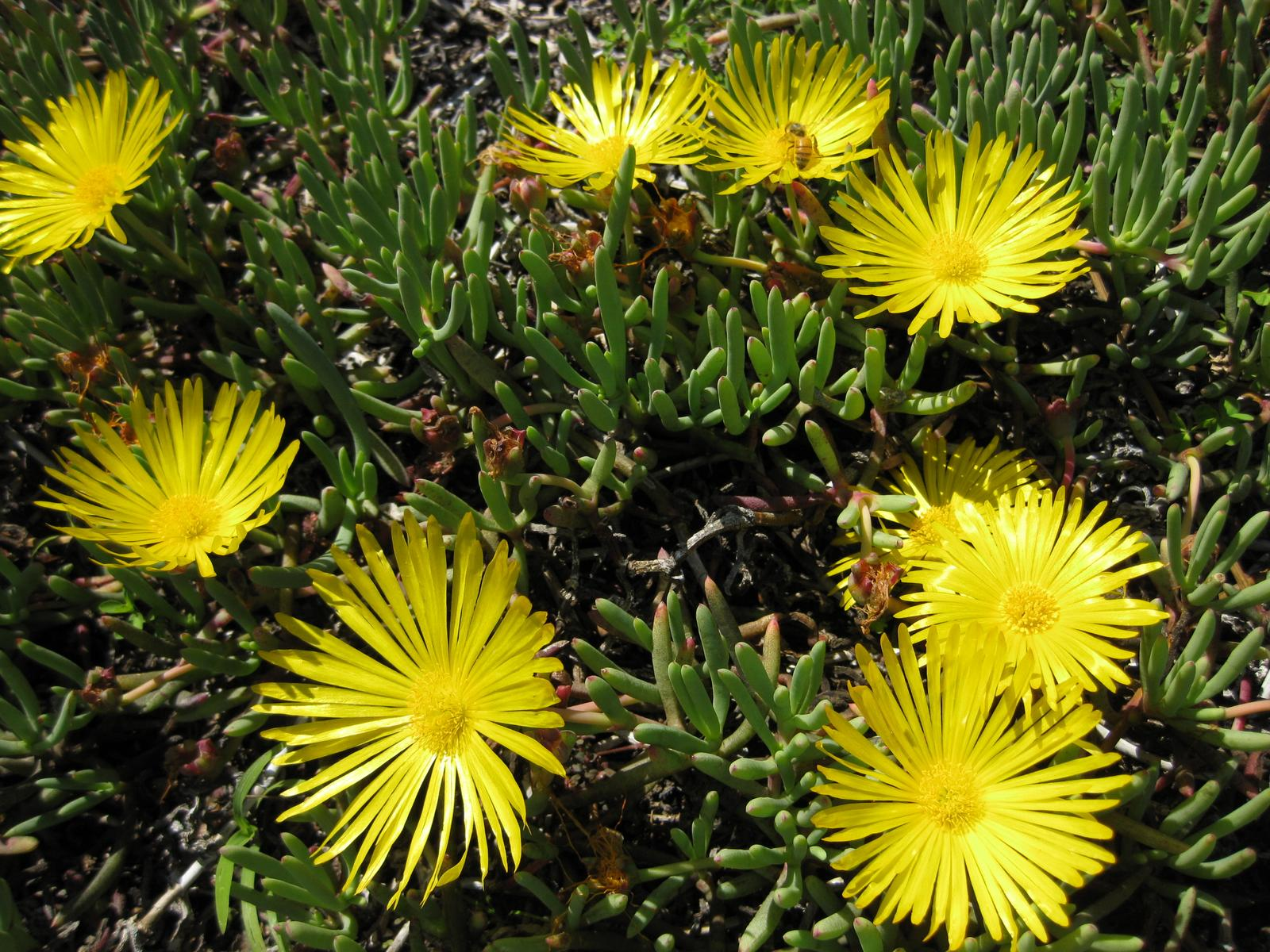
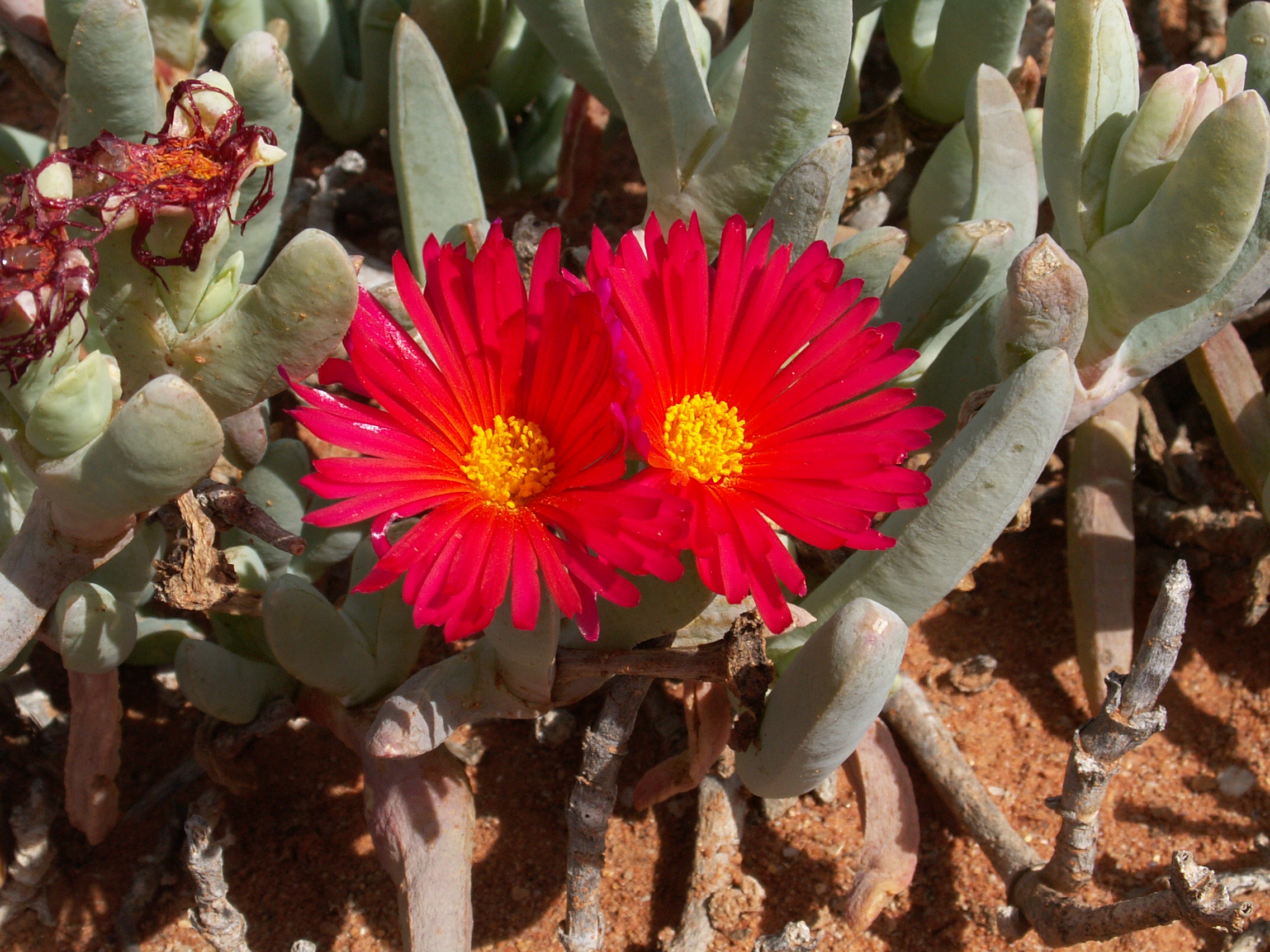
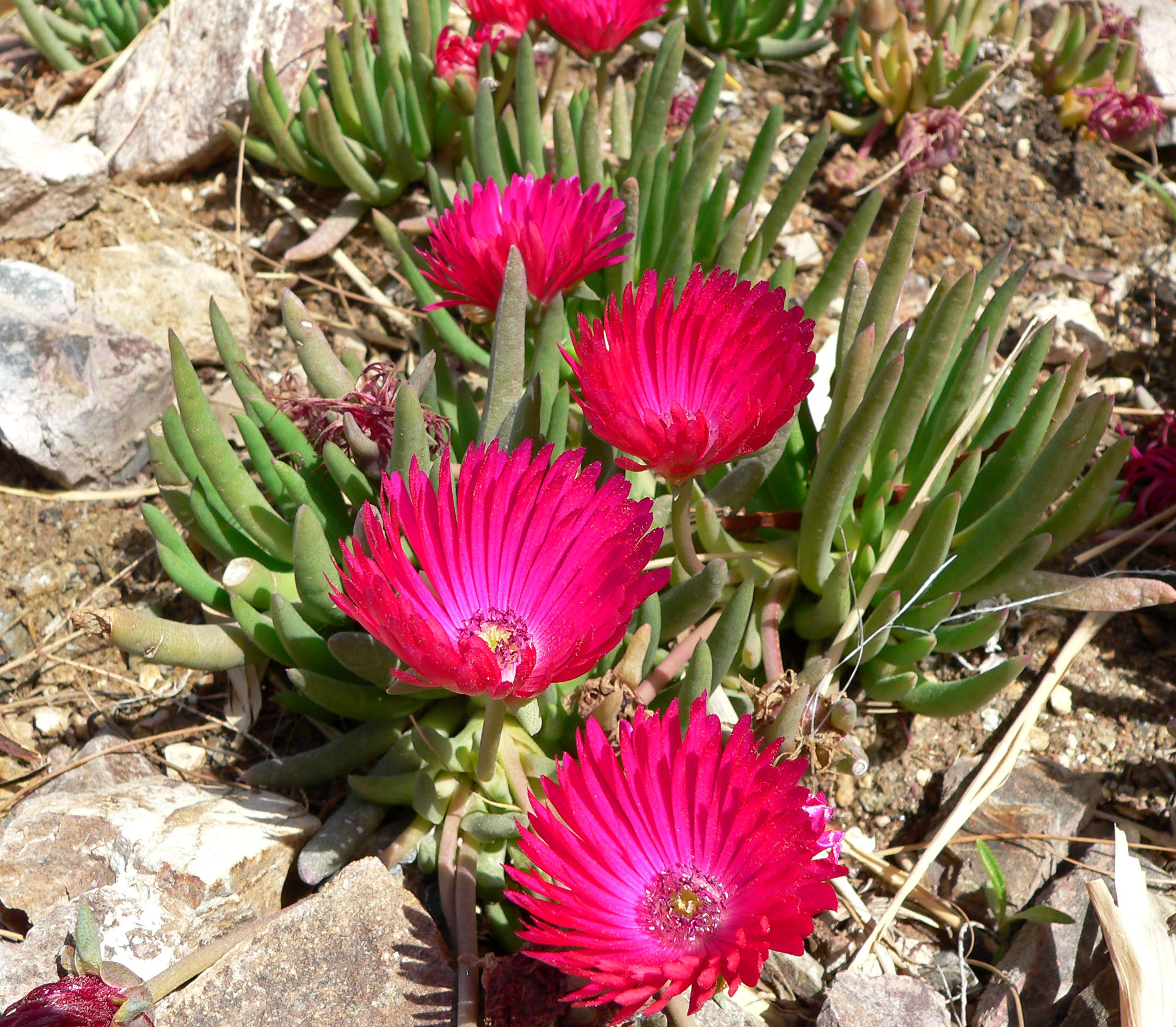